# 武尊オリンピアスキー場
武尊オリンピアスキー場（ほたかオリンピアスキーじょう）は、かつて群馬県利根郡片品村にあったスキー場。このエリアでは尾瀬戸倉スキー場(現スノーパーク尾瀬戸倉)についで古くからあるスキー場であった。

## 概要
武尊山中腹に広がるスキー場で、後に隣接して片品村村営のオグナほたかスキー場(旧スノーパルオグナ武尊、開設当時は国設武尊スキー場)が建設された。しかし隣接しており頂上から滑り込みが出来たにもかかわらず共通リフト券は発売されていなかった。
かつては「都心から一番近いパウダースキー場」を標榜していた。
2001年当時（営業休止直前）のリフト料金
- 1日券 3,800円
- 2日券 6,500円
- 午前券 2,800円
- 午後券 2,800円
- 1回券 350円
- 11回券 3,500円

## 施設
- リフト
  - ペアリフト3基
  - シングルリフト4基
- 武尊高原ホテル

## アクセス
- 自動車
  - 関越自動車道沼田ICより国道120号・県道 約30km

## 沿革
- 1964年(昭和39年) - タワー観光(東京タワーを経営する日本電波塔株式会社の関連会社)・東武鉄道・スポーツ振興株式会社などの出資によって設立された大利根観光開発により開業[1][2]。この年に開催された東京オリンピックにあやかって名付けられた。
- 2001年(平成13年) - 2001-2002シーズンから営業を休止[3]。前シーズンの入場者数は1万7千人にまで落ち込んでおり、ホテルはこの年夏季営業を休業。4年ほど前からは単年度で赤字転落していた。
- 2002年(平成14年) - 運営会社の親会社、スポーツ振興株式会社も会社更生法を申請し、倒産。